# الدوري الجنوبي لكرة القدم 1894–95
الدوري الجنوبي لكرة القدم 1894–95 (بالإنجليزية: 1894–95 Southern Football League)‏ هو موسم من الدوري الجنوبي الممتاز. فاز فيه نادي ميلوول.